# Francesc Mariné i Martorell

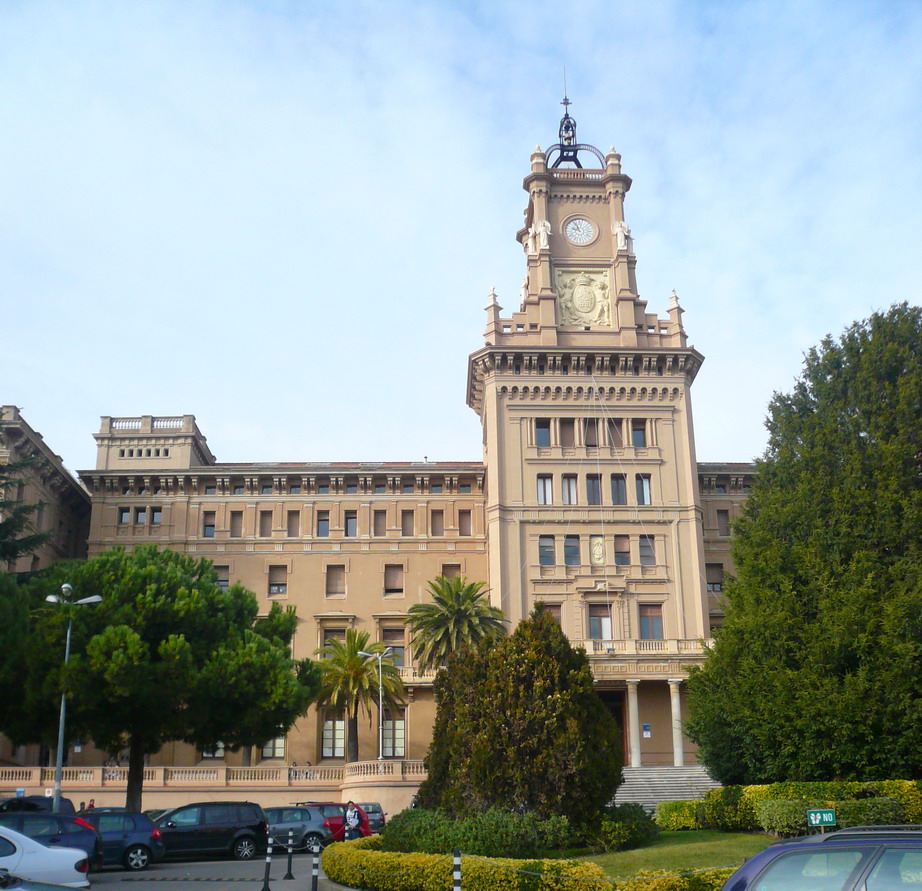
Escola Pia de Sarrià

Francesc Mariné i Martorell (Barcelona, 8 de setembre de 1845 — Barcelona, 5 de juliol de 1902) fou un arquitecte català. Fou arquitecte municipal de Sarrià, l'Hospitalet de Llobregat i Granollers. Les seves obres més important són l'Escola Pia de Sarrià (1891-93) i la Casa de la Vila de Sarrià (1895). Altres obres seves són: el Pla d'Alineacions de Sarrià (1888), la casa Martínez, al passatge d'Isabel de Gràcia (1890), el xalet Sabater, a Sant Gervasi de Cassoles (1890), les cases de Francesc Grau Barnola, a Gran Via de les Corts Catalanes, el cafè Alhambra, al passeig de Gràcia (1900), i la casa Tintoré, als carrers de Bailèn i Mallorca de Barcelona (1901).